# Čechoslováci
Čechoslováci je označení národa, vycházející z koncepce čechoslovakismu a dělícího se, dle této koncepce, na dvě větve – českou a slovenskou.

## Historie

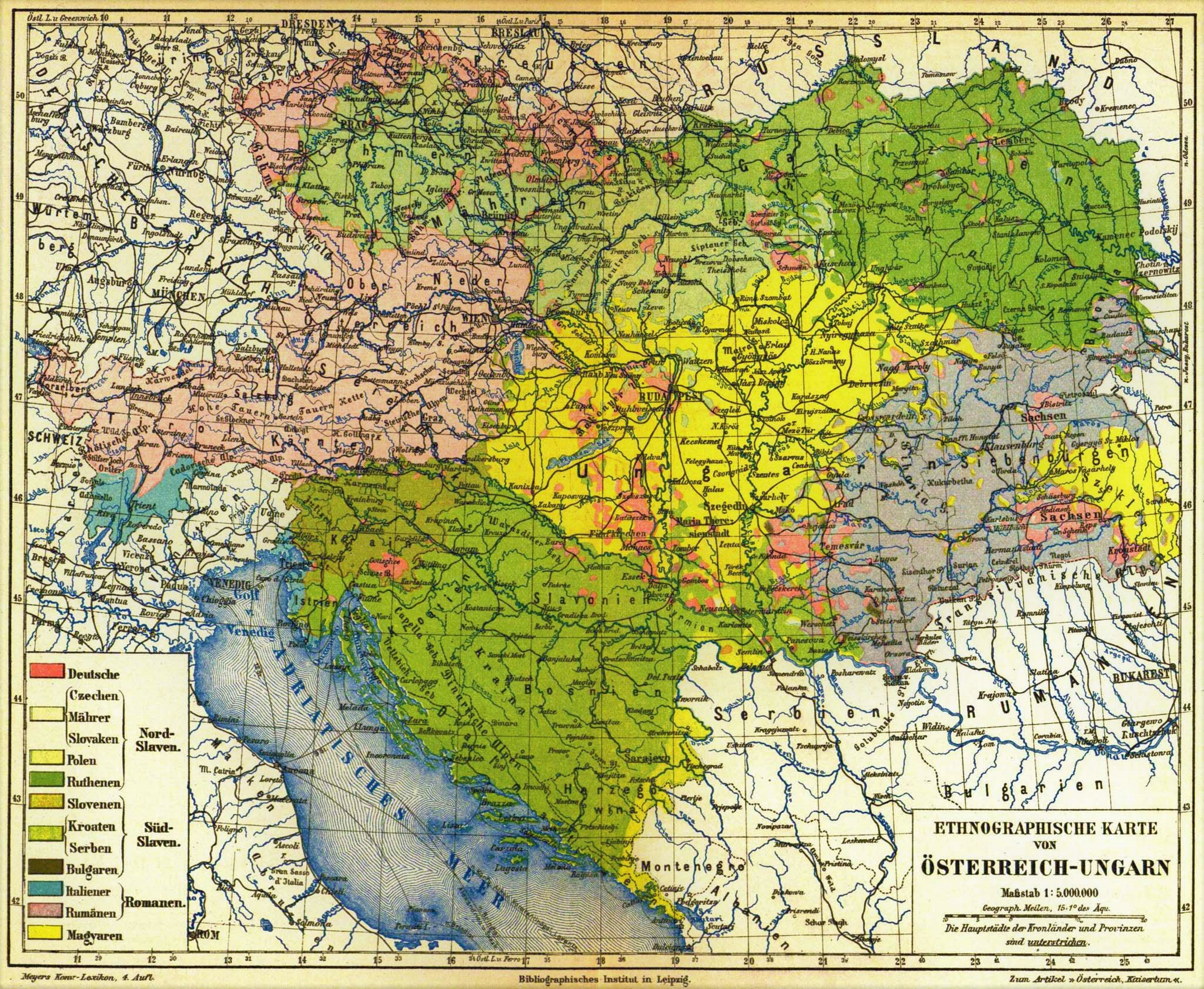
Češi, Moravané a Slováci jako jeden národ v Rakousku-Uhersku (1885–1890)

Od 19. století, kdy se v Evropě začal rozmáhat nacionalismus, se přestaly národy identifikovat zemsky, nýbrž podle jazyka. Koncepci jednotného národa v českých zemích a na Slovensku (Horních Uhrách) začal propagovat již František Palacký, Ján Kollár či Karel Havlíček Borovský. Čeští obrozenci viděli ve Slovácích možnost posílení českého etnika v rámci Rakouského císařství. Slováci byli českými obrozenci vnímáni jako Češi hovořící dialektem. Tehdy byl poprvé termín „československý národ“ také použit. Tato myšlenka se ve společnosti udržela pozoruhodně dlouho, přežívala ještě za První republiky. Až tehdy začalo obyvatelstvo od myšlenky upouštět (oficiálně platila koncepce čechoslovakismu až do roku 1948).
Poprvé se oficiálně jazyky český (v originále „böhmisch“), moravský a slovenský sjednotily v podobě jedné obcovací řeči české-moravské-slovenské (slovácké) již v rakousko-uherském censu v roce 1851 (viz mapa od Karla von Czoernig-Czernhausen, 1855). Národnost se podle obcovací řeči ale oficiálně začala zjišťovat až při sčítání lidu 1880.
Podle výsledků sčítání lidu roku 1910 bylo v Předlitavsku zjištěno 6 435 983 příslušníků řeči české-moravské-slovácké. Sčítání za Rakouska-Uherska však byla obrozenci považována za zmanipulovaná. V některých sčítacích obvodech se totiž škrtala česká řeč a nahrazovala německou či moravskou (ve výsledku nemělo nahrazování české řeči za moravskou význam, protože se obojí započítalo do jednotné české-moravské-slovenské řeči).
Definitivně potvrdila jednotu československého národa Československá ústava z roku 1920 ve svojí preambuli. Do té doby byly ještě někdy národy český, moravský, slezský a slovenský brány samostatně (například o „národu Čech, národu Moravy a národu části Slezska a národu Slovenska“ mluvila Malá saintgermainská smlouva). Téhož roku byl uzákoněn československý jazyk jako jazyk státní. V oficiálních statistikách byla uváděna československá národnost.
Tento stav vydržel až do roku 1948, kdy ústava z roku 1920 byla nahrazena novou, lidově-demokratickou ústavou, která mluvila již o československém lidu a dvou bratrských národech – Češích a Slovácích. Téhož roku byl zrušen i jazykový zákon. Národnostní statistiky již s československou národností nepočítaly. K československé národnosti se opakovaně při sčítáních lidu hlásili někteří emigranti v Kanadě a jiných státech.
Od sčítání lidu roku 1991, díky získání absolutní svobody volby národnosti (podle Listiny základních lidských práv a svobod je možné si subjektivně zvolit jakoukoli národnost, bez ohledu na její objektivní existenci či neexistenci), se začali při sčítání lidu na území českých zemí respondenti opět hlásit i ke zvláštní československé národnosti, ale nikdy této možnosti nevyužilo více než 10 000 respondentů.

## Osobnosti

### 20. století
- Tomáš Garrigue Masaryk, první prezident československého státu, signatář Prohlášení nezávislosti československého národa,[12]

- Edvard Beneš, druhý prezident československého státu,

- Vavro Šrobár, politik.

### 21. století
- Petr Uhl, levicový politik,

- Jiří Černohorský, aktivista.

## Československá národnost
| Rok  | Počet     | Stát                                        | Poznámky                     |
| ---- | --------- | ------------------------------------------- | ---------------------------- |
| 1910 | 6 435 983 | Království a země na říšské radě zastoupené | řeč česká-moravská-slovenská |
| 1920 | 8 760 937 | První Československá republika              |                              |
| 1930 | 9 688 770 | První Československá republika              |                              |
| 2011 | 43 594    | ČR, Kanada                                  |                              |
| 2021 | 14 527    |                                             |                              |